# 貝拉維斯塔 (科連特斯省)
28°28′S 59°3′W / 28.467°S 59.050°W

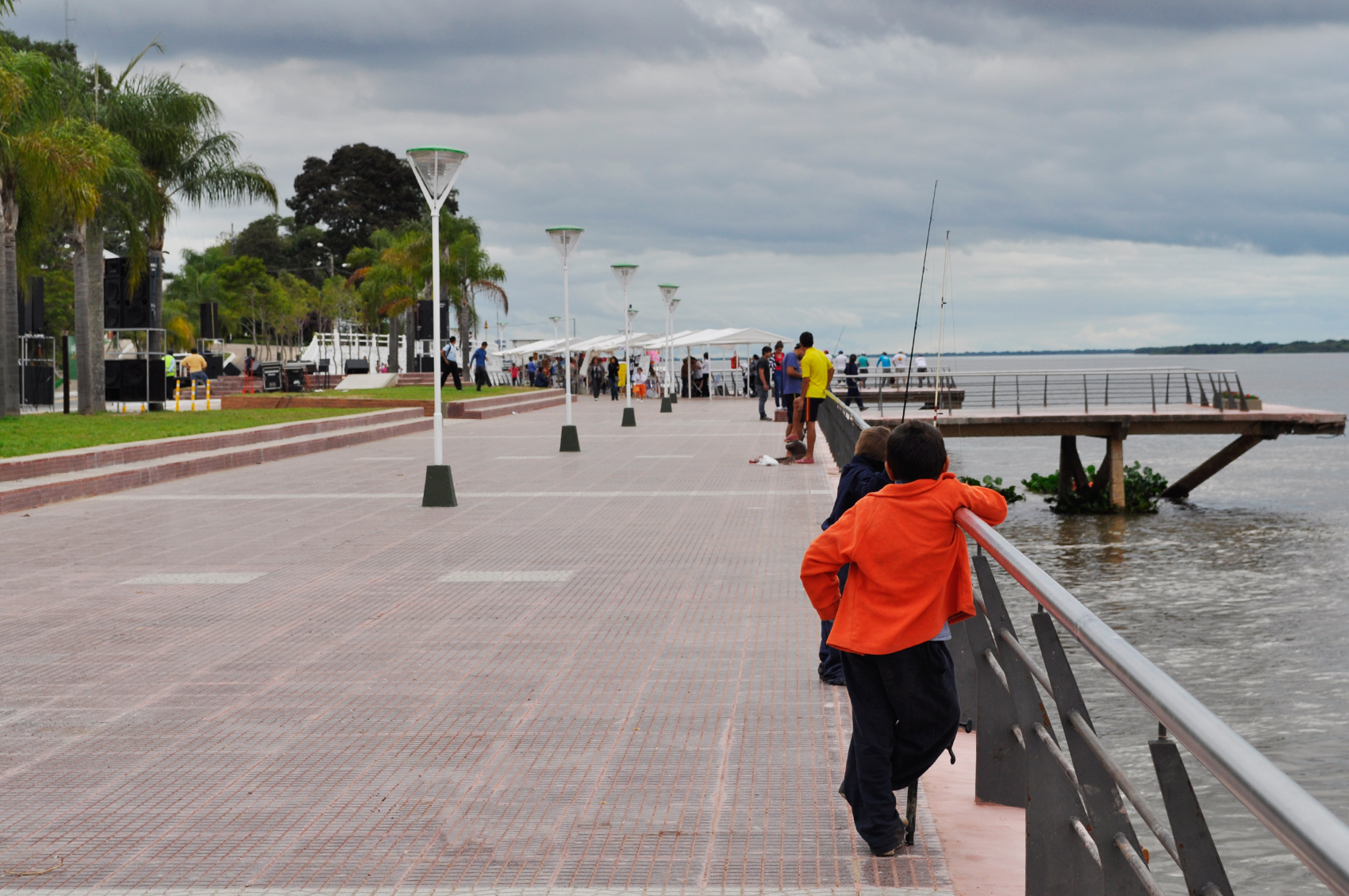
貝拉維斯塔

貝拉維斯塔（西班牙語：Bella Vista），是阿根廷的城鎮，位於該國北部科連特斯省，是貝拉維斯塔縣的首府，始建於1825年6月3日，面積1,706平方公里，海拔高度57米，2012年人口28,750，人口密度每平方公里17人。